# 2. Bundesliga 2010-11
La temporada 2010-11 de la 2. Bundesliga corresponde a la 37.ª edición de la Segunda División de Alemania. La fase regular comenzó a disputarse el 20 de agosto de 2010 y terminó el 15 de mayo de 2011.

## Sistema de competición
Participaron en la 2. Bundesliga 18 clubes que, siguiendo un calendario establecido por sorteo, se enfrentan entre sí en dos partidos, uno en terreno propio y otro en campo contrario. El ganador de cada partido tiene tres puntos, el empate otorga un punto y la derrota, cero puntos.
El torneo se disputa entre los meses de agosto de 2010 y mayo del 2011. Al término de la temporada, los dos primeros clasificados asciendendieron a la 1. Bundesliga, y el tercer clasificado disputó su ascenso con el antepenúltimo clasificado de la 1.Bundesliga. Los dos últimos descendieron a la 3. Liga y el antepenúltimo clasificado disputó su permanencia con el tercer clasificado de la 3. Liga.

## Clubes participantes

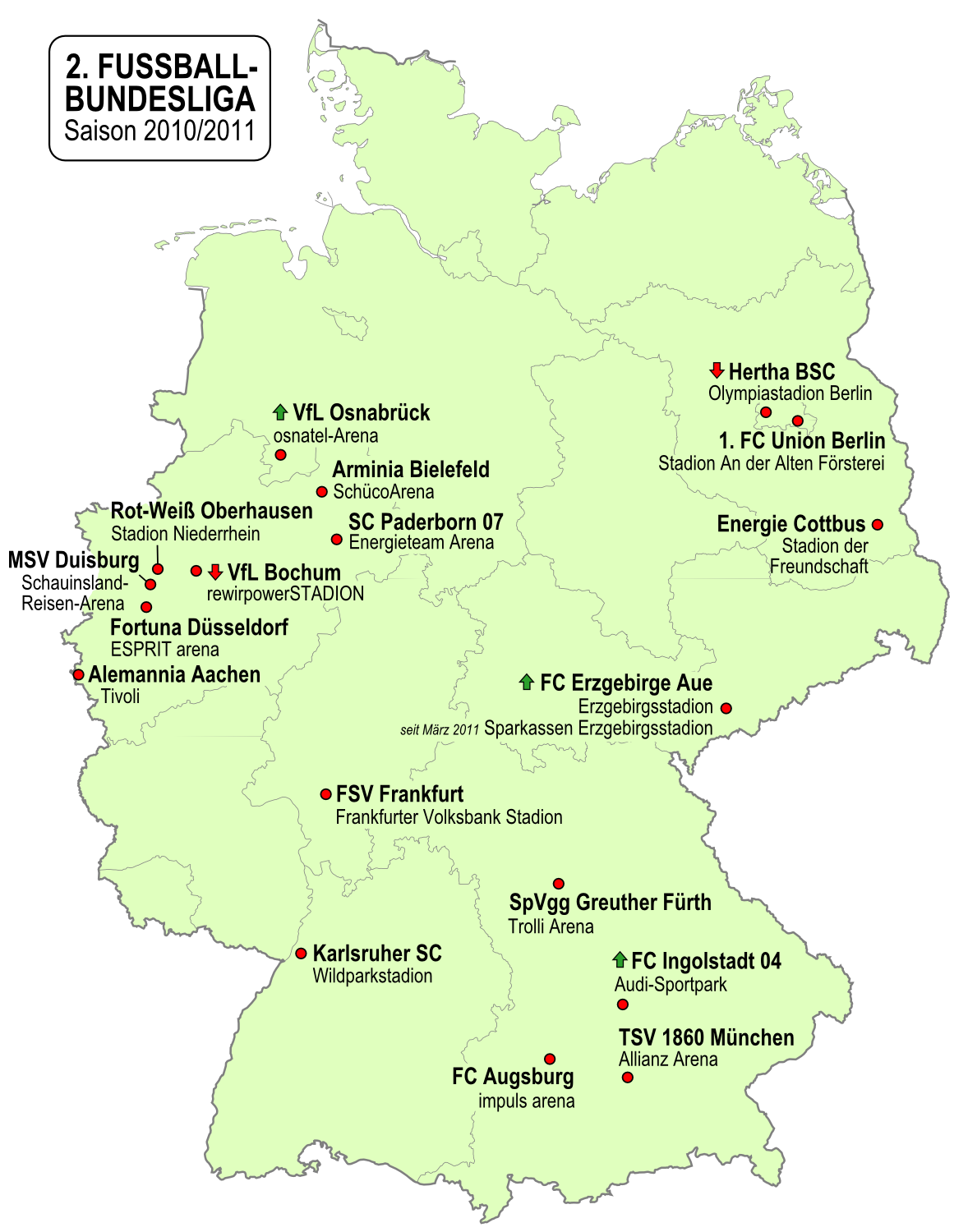
Mapa de equipos participantes

| Club                 | Ciudad             | Estadio                       | Aforo  |
| -------------------- | ------------------ | ----------------------------- | ------ |
| Alemannia Aachen     | Aquisgrán          | New Tivoli                    | 32.960 |
| Arminia Bielefeld    | Bielefeld          | SchücoArena                   | 27.300 |
| FC Augsburgo         | Augsburgo          | Impuls Arena                  | 30.660 |
| VfL Bochum           | Bochum             | rewirPower-Stadion            | 30.748 |
| Energie Cottbus      | Cottbus            | Stadion der Freundschaft      | 22.528 |
| FC Erzgebirge Aue    | Aue                | Erzgebirgsstadion             | 16.000 |
| Fortuna Düsseldorf   | Düsseldorf         | Esprit Arena                  | 54.400 |
| FSV Frankfurt        | Fráncfort del Meno | Frankfurter Volksbank Stadion | 10.826 |
| SpVgg Greuther Fürth | Fürth              | Trolli Arena                  | 15.200 |
| Hertha Berlin        | Berlín             | Olympiastadion Berlin         | 74.500 |
| FC Ingolstadt 04     | Ingolstadt         | Audi Sportpark                | 15.445 |
| Karlsruher SC        | Karlsruhe          | Wildparkstadion               | 29.699 |
| MSV Duisburg         | Duisburgo          | Schauinsland-Reisen-Arena     | 31.500 |
| 1860 Munich          | Munich             | Allianz Arena                 | 69.901 |
| VfL Osnabrück        | Osnabrück          | Osnatel-Arena                 | 16.130 |
| SC Paderborn 07      | Paderborn          | Energieteam Arena             | 15.000 |
| Rot-Weiß Oberhausen  | Oberhausen         | Stadion Niederrhein           | 21.318 |
| Union Berlin         | Berlín             | Alte Försterei                | 18.432 |

## Clasificación
|     | Equipo                | PJ | PG | PE | PP | GF | GC | DG  | PTS |
| --- | --------------------- | -- | -- | -- | -- | -- | -- | --- | --- |
| 1.  | Hertha BSC (A)        | 34 | 23 | 5  | 6  | 69 | 28 | +41 | 74  |
| 2.  | FC Augsburgo          | 34 | 19 | 8  | 7  | 58 | 27 | +31 | 65  |
| 3.  | VfL Bochum (A)        | 34 | 20 | 5  | 9  | 49 | 35 | +14 | 65  |
| 4.  | SpVgg Greuther Fürth  | 34 | 17 | 10 | 7  | 47 | 27 | +20 | 61  |
| 5.  | FC Erzgebirge Aue (N) | 34 | 16 | 8  | 10 | 40 | 37 | +3  | 56  |
| 6.  | Energie Cottbus       | 34 | 16 | 7  | 11 | 65 | 52 | +13 | 55  |
| 7.  | Fortuna Düsseldorf    | 34 | 16 | 5  | 13 | 49 | 39 | +10 | 53  |
| 8.  | MSV Duisburg          | 34 | 15 | 7  | 12 | 53 | 38 | +15 | 52  |
| 9.  | TSV 1860 Múnich1      | 34 | 14 | 10 | 10 | 50 | 36 | +14 | 50  |
| 10. | Alemannia Aachen      | 34 | 13 | 9  | 12 | 58 | 60 | –2  | 48  |
| 11. | 1. FC Union Berlin    | 34 | 11 | 9  | 14 | 39 | 45 | -6  | 42  |
| 12. | SC Paderborn 07       | 34 | 10 | 9  | 15 | 32 | 47 | −15 | 39  |
| 13. | FSV Frankfurt         | 34 | 11 | 5  | 18 | 42 | 54 | –12 | 38  |
| 14. | FC Ingolstadt 04 (N)  | 34 | 9  | 10 | 15 | 40 | 46 | –6  | 37  |
| 15. | Karlsruher SC         | 34 | 8  | 9  | 17 | 46 | 72 | −26 | 33  |
| 16. | VfL Osnabrück (N)     | 34 | 8  | 7  | 19 | 40 | 62 | −22 | 31  |
| 17. | Rot-Weiß Oberhausen   | 34 | 7  | 7  | 20 | 30 | 65 | −35 | 28  |
| 18. | Arminia Bielefeld2    | 34 | 4  | 8  | 22 | 28 | 65 | –37 | 17  |

| Legende |                                   |
|         | Asciende a Bundesliga             |
|         | Promoción de ascenso a Bundesliga |
|         | Promoción de descenso a 3. Liga   |
|         | Desciende a 3. Liga               |
| (A)     | Descendido de Bundesliga          |
| (N)     | Ascendido de 3. Liga              |

1 Al TSV 1860 Múnich se le restan dos puntos. 

2 Al Arminia Bielefeld se le restan tres puntos.

## Cuadro de resultados
| 2010/11              | HBB | FCA | VBO | SGF | FEA | ECO | FDÜ | MDU | TMÜ | AAA | UBE | P07 | FFR | I04 | DSC | VOS | RWO | ABI |
| -------------------- | --- | --- | --- | --- | --- | --- | --- | --- | --- | --- | --- | --- | --- | --- | --- | --- | --- | --- |
| Hertha BSC           |     | 2:1 | 2:0 | 2:0 | 2:0 | 2:2 | 4:2 | 0:2 | 1:2 | 0:0 | 1:2 | 2:0 | 3:1 | 3:1 | 4:0 | 4:0 | 3:2 | 3:1 |
| FC Augsburgo         | 1:1 |     | 0:1 | 0:0 | 2:1 | 4:0 | 5:2 | 0:0 | 1:2 | 1:2 | 2:1 | 1:0 | 2:1 | 2:0 | 3:1 | 2:2 | 2:0 | 3:0 |
| VfL Bochum           | 0:2 | 0:2 |     | 0:2 | 2:0 | 1:0 | 2:0 | 3:1 | 3:2 | 1:1 | 3:0 | 3:0 | 1:0 | 1:4 | 1:1 | 2:1 | 2:1 | 3:1 |
| SpVgg Greuther Fürth | 0:2 | 1:1 | 1:1 |     | 1:2 | 3:1 | 1:1 | 2:1 | 1:0 | 1:1 | 1:0 | 2:0 | 1:0 | 1:0 | 4:1 | 3:0 | 0:0 | 1:0 |
| FC Erzgebirge Aue    | 0:2 | 3:2 | 1:0 | 0:0 |     | 1:2 | 1:0 | 1:0 | 1:0 | 2:1 | 0:0 | 1:0 | 3:1 | 1:1 | 1:1 | 0:1 | 2:0 | 3:0 |
| Energie Cottbus      | 0:1 | 1:1 | 2:1 | 2:0 | 6:0 |     | 2:0 | 3:1 | 0:0 | 3:3 | 0:0 | 3:1 | 2:1 | 1:2 | 5:5 | 2:0 | 3:1 | 2:1 |
| Fortuna Düsseldorf   | 1:2 | 1:0 | 0:1 | 1:0 | 3:0 | 3:1 |     | 1:0 | 1:2 | 3:1 | 3:0 | 0:0 | 6:0 | 3:1 | 1:0 | 2:1 | 3:0 | 2:0 |
| MSV Duisburg         | 0:1 | 1:0 | 0:1 | 2:0 | 3:1 | 2:2 | 1:0 |     | 2:1 | 3:2 | 0:1 | 3:1 | 1:3 | 4:1 | 3:0 | 4:1 | 3:0 | 1:2 |
| TSV 1860 Múnich      | 1:0 | 0:2 | 1:3 | 3:0 | 0:0 | 4:0 | 1:1 | 1:1 |     | 2:1 | 1:0 | 0:1 | 3:3 | 1:1 | 5:1 | 3:1 | 1:1 | 0:0 |
| Alemannia Aachen     | 0:5 | 1:3 | 1:3 | 2:2 | 1:5 | 2:3 | 0:0 | 2:2 | 2:1 |     | 2:2 | 2:0 | 2:1 | 2:1 | 4:2 | 2:1 | 4:0 | 1:1 |
| 1. FC Union Berlin   | 1:1 | 0:0 | 0:1 | 1:2 | 1:1 | 4:2 | 1:0 | 2:0 | 0:1 | 2:1 |     | 0:2 | 2:0 | 1:1 | 3:1 | 3:3 | 2:1 | 2:2 |
| SC Paderborn 07      | 1:0 | 1:1 | 0:0 | 0:4 | 0:1 | 0:5 | 3:0 | 0:0 | 3:2 | 1:3 | 2:0 |     | 2:2 | 1:1 | 3:0 | 1:0 | 0:0 | 3:1 |
| FSV Frankfurt        | 0:1 | 1:2 | 0:1 | 0:0 | 0:2 | 3:2 | 1:0 | 0:4 | 2:1 | 1:3 | 2:1 | 2:0 |     | 1:2 | 1:2 | 4:1 | 4:0 | 2:1 |
| FC Ingolstadt 04     | 1:1 | 1:4 | 3:0 | 0:2 | 0:0 | 1:2 | 3:0 | 1:1 | 1:1 | 2:1 | 1:0 | 1:2 | 0:1 |     | 1:1 | 0:1 | 1:2 | 1:0 |
| Karlsruher SC        | 2:6 | 0:1 | 0:2 | 1:1 | 1:1 | 1:0 | 2:2 | 3:1 | 2:4 | 3:0 | 3:2 | 2:1 | 0:2 | 1:4 |     | 2:2 | 4:0 | 1:0 |
| VfL Osnabrück        | 2:0 | 0:2 | 1:3 | 0:2 | 3:2 | 2:0 | 2:3 | 1:3 | 0:1 | 1:3 | 4:1 | 2:2 | 1:1 | 2:1 | 0:0 |     | 3:1 | 0:0 |
| Rot-Weiß Oberhausen  | 1:3 | 0:3 | 3:1 | 1:4 | 1:2 | 0:4 | 1:2 | 0:0 | 0:0 | 1:2 | 0:2 | 2:0 | 1:0 | 1:1 | 2:1 | 1:0 |     | 3:0 |
| Arminia Bielefeld    | 1:3 | 0:2 | 2:2 | 1:4 | 0:1 | 1:2 | 0:2 | 1:3 | 0:3 | 1:3 | 1:2 | 1:1 | 1:1 | 1:0 | 2:1 | 2:1 | 3:3 |     |

## Partidos de promoción
| Fecha                                   | Local                    | Resultado | Visitante                | Goles                                   |
| --------------------------------------- | ------------------------ | --------- | ------------------------ | --------------------------------------- |
| 19 de mayo de 2011                      | Borussia Mönchengladbach | 1:0 (0:0) | VfL Bochum               | 1:0 de Camargo (90'+3)                  |
| 25 de mayo de 2011                      | VfL Bochum               | 1:1 (1:0) | Borussia Mönchengladbach | 1:0 Nordtveit (24' pp.), 1:1 Reus (72') |
| El VfL Bochum no asciende a Bundesliga. |                          |           |                          |                                         |

| Fecha                                 | Local         | Resultado           | Visitante     | Goles                                                                      |
| ------------------------------------- | ------------- | ------------------- | ------------- | -------------------------------------------------------------------------- |
| 20 de mayo de 2011                    | Dinamo Dresde | 1:1 (0:0)           | VfL Osnabrück | 0:1 Jungnickel (66' pp.), 1:1 Koch (76')                                   |
| 24 de mayo de 2011                    | VfL Osnabrück | 1:3 Prór.(1:1, 1:0) | Dinamo Dresde | 1:0 Mauersberger (45'), 1:1 Fiél (61'), 1:2 Schahin (94'), 1:3 Koch (119') |
| El VfL Osnabrück desciende a 3. Liga. |               |                     |               |                                                                            |

### Campeón
|                                                          |
|                                                          |
| Hertha BSC Berlín 2.° título Asciende a la 1. Bundesliga |
| También asciende FC Augsburgo como vicecampeón.          |

## Goleadores
| Pos. | Jugador               | Equipo           | Goles |
| ---- | --------------------- | ---------------- | ----- |
| 1    | Nils Petersen         | Energie Cottbus  | 25    |
| 2    | Benjamin Auer         | Alemannia Aachen | 20    |
| 3    | Adrián Ramos          | Hertha BSC       | 17    |
| 4    | Benjamin Lauth        | TSV 1860 Múnich  | 16    |
| 5    | Sascha Mölders        | FSV Frankfurt    | 15    |
| 6    | Nando Rafael          | FC Augsburgo     | 14    |
| 7    | Pierre-Michel Lasogga | Hertha BSC       | 13    |
|      | Stefan Leitl          | FC Ingolstadt 04 | 13    |
| 9    | Jong Tae-se           | VfL Bochum       | 10    |
|      | Stephan Hain          | FC Augsburgo     | 10    |
|      | Emil Jula             | Energie Cottbus  | 10    |
|      | Raffael               | Hertha BSC       | 10    |
|      | Zoltán Stieber        | Alemannia Aachen | 10    |